# Fårtunga
Fårtunga (Anchusa arvensis) är en växtart i familjen strävbladiga växter. 
Dialektalt i Uppland har man med Fåretungor menat bladen av Oxtunga, Anchusa officinalis.